# Olympus E-400
Die Olympus E-400 ist eine digitale Spiegelreflexkamera, die im von Olympus und Kodak entwickelten Four-Thirds-Standard gefertigt wurde. Ihre Markteinführung erfolgte im Oktober 2006. Ausgestattet mit einem 10-Megapixel-Sensor und den sehr geringen Abmessungen von 129,5 × 91 × 53 mm, ist diese Kamera nicht nur der Winzling innerhalb der E-Serie, sondern auch die kleinste digitale Spiegelreflexkamera auf dem Markt.
Dank Kompatibilität zum vom Olympus entwickelten E-System, sind für diese Kamera ausreichend viele Zuiko-Objektive verfügbar. Die E-400 besitzt ebenso wie die E500 einen 2,5 Zoll großen Monitor mit 215.000 Pixeln und ein Ultraschall-Staubfilter (Supersonic Wave Filter), der winzige Staubpartikel durch Ultraschall vom Bildsensor entfernt.
Serienbildaufnahmen sind mit einer Geschwindigkeit von maximal 3 Bildern/sec und maximal 5 Bildern (RAW) bzw. ca. 20 Bilder (JPEG) in Folge möglich.
Wie das Schwestermodell E-500 verfügt auch die E-400 über zwei Speicherkartenslots. Während der erste Slot Speicherkarten vom Typ CF I, CF II und IBM-Microdrive unterstützt, kann der zweite Slot die von Olympus und Fuji entwickelten xD-Picture-Cards aufnehmen. Die E-400 wiegt 375 g.
Ihr Nachfolger ist die Olympus E-410.